# Hans-Christian Jürgensen
Hans-Christian Jürgensen ist ein ehemaliger deutscher Automobilrennfahrer.

## Karriere
Hans-Christian Jürgensen begann seine Rennfahrerlaufbahn Ende der 1960er Jahre. Von 1968 bis 1970 fuhr er mit einem Porsche 911 in der Deutschen Automobil-Rundstrecken-Meisterschaft (DARM) und GT-Einzelrennen. Beim Rennen in Zolder erreichte er 1970 seinen ersten Gesamtsieg.
1971 stieg er auf einen Porsche 914/6 um und startete damit in der DARM und ein Jahr später im Deutschen Automobil-Rundstrecken-Pokal. Mit dem 914/6 konnte er in beiden Rennserien bis 1976 mehrere GT2.0-Klassensiege verzeichnen. Parallel fuhr er regelmäßig in GT-Einzelrennen, bei denen er einige Siege und weitere Podestplätze erreichte. Vereinzelt startete er 1972 und 1976 in einigen Rennläufen der 2. Division der Deutschen Rennsport-Meisterschaft (DRM).
Mit dem Wechsel 1977 auf einen Porsche 934, den er bis 1979 pilotierte, gewann er 1977 und 1978 fünfmal Rennen in der DARM. 
In der DRM fuhr er einige Rennen in der 1. Division. Seine beste DRM-Platzierung mit dem 934 erreichte er 1977 mit dem 5. Rang in Kassel-Calden.
In GT-Einzelrennen konnte er 1977 bis 1979 einige Gesamt- und Klassensiege für sich verzeichnen.
Ab 1980 bis 1981 fuhr Jürgensen mit einem BMW M1 in der 1. Division der DRM. Dort konnte er sich mehrmals unter die besten zehn Ränge platzieren. Der dritte Rang beim DRM-Lauf 1981 in Wunstorf war seine beste Platzierung in der DRM.
Sein erstes Langstreckenrennen fuhr er 1977 in der Sportwagen-Weltmeisterschaft mit einem Porsche 934 beim 6-Stunden-Rennen von Hockenheim, das er und Wolfgang Sell nach der 7. Runde abbrechen mussten.
1983 und 1984 startete er zusammen mit Edgar Dören und weiteren Fahrern wie Helmut Gall und Walter Mertes auf einem BMW M1 in der Sportwagen-Welt- und Europameisterschaft. Dort konnte er in den 1000-km-Rennen von Monza, Imola und Silverstone drei Klassensiege in der Gruppe-B-Wertung feiern.
1986 bis 1990 startete Jürgensen mit einem BMW M1 jährlich im dänischen Jyllandsringen und erreichte 1986 einen Sieg und in den Folgejahren jeweils einen zweiten Platz. Danach beendete er seine Motorsportaktivitäten.